# Friedrich Theodor Müller (Politiker, 1811)
Friedrich Ludwig Theodor Müller (* 4. Mai 1811 in Ehrenbreitstein; † 4. Dezember 1893 in Berlin) war ein preußischer Beamter und Politiker.

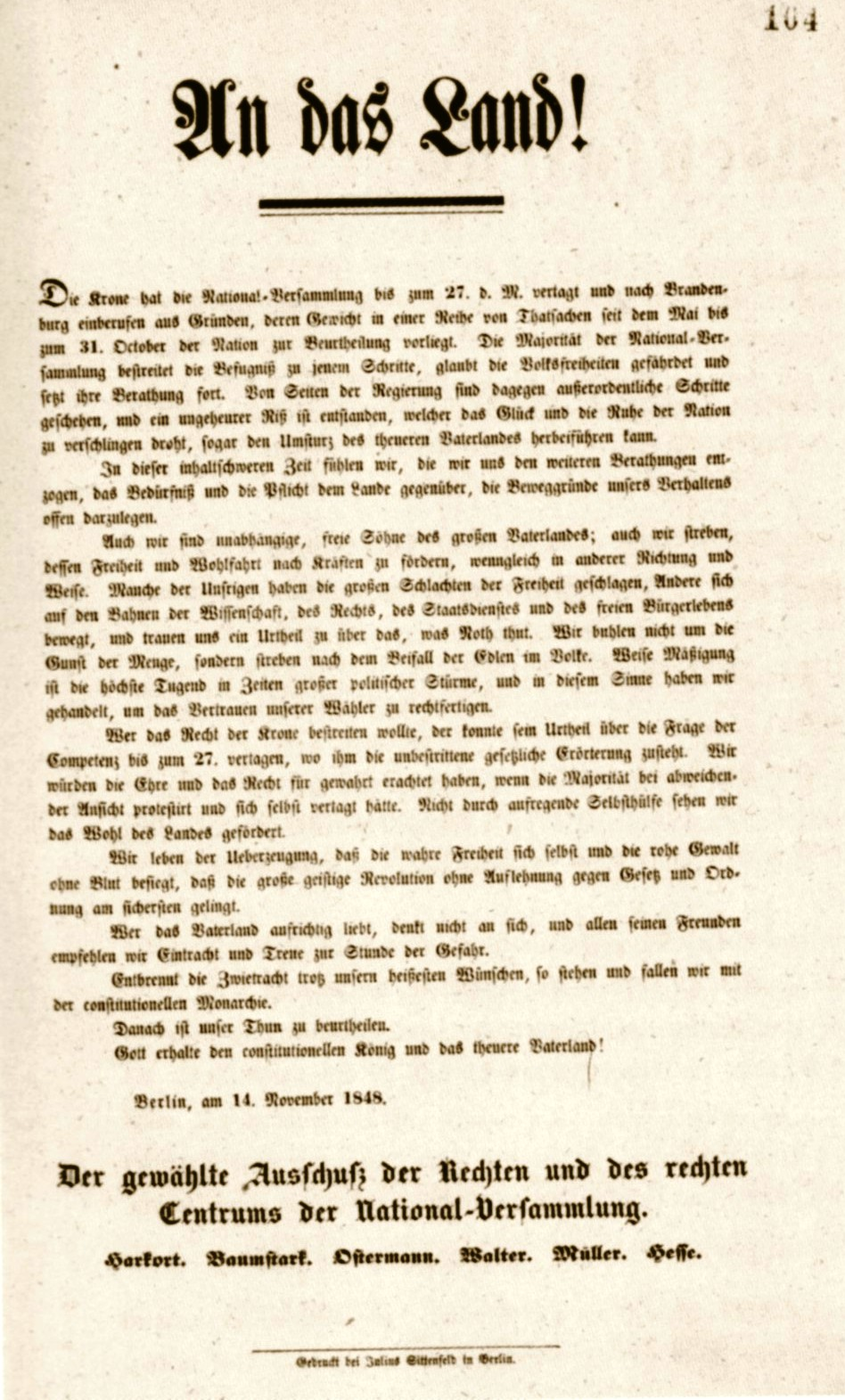
„An das Land“ – Aufruf der Abgeordneten um Friedrich Harkort vom 14. November 1848, unterzeichnet auch von Müller.

## Leben und Wirken
Der Sohn eines Juristen besuchte das Gymnasium in Köln und studierte anschließend von 1829 bis 1832 Rechtswissenschaften in Bonn und Heidelberg. Während seines Studiums wurde er 1829 Mitglied der Alten Bonner Burschenschaft. Seine Referendariats- und Assessorzeit absolvierte er beim Landgericht in Köln. Anschließend war er dort Staatsprokurator, ab 1838 in Saarbrücken und seit 1840 erneut in Köln. Anschließend war Müller Polizeidirektor und Landrat in Köln. Als solcher erlaubte er 1848 die Rückkehr von Karl Marx aus dem Exil.
Während der Revolution von 1848 war Müller zu Beginn der Deutschen Nationalversammlung als Vertreter des 18. Wahlkreises der Provinz Rheinland (Gummersbach) vom 18. Mai bis zum 16. Juni 1848 kurzfristig fraktionsloser Abgeordneter in der Frankfurter Paulskirche.
Danach war er als Nachfolger eines ausgeschiedenen Abgeordneten ab November 1848 Mitglied der preußischen Nationalversammlung für den Wahlkreis Siegen. Dort gehörte er der Fraktion Harkort (Rechtes Zentrum) an. Er gehörte zu den Abgeordneten, die die Verlegung der Nationalversammlung nach Brandenburg und die Oktroyierung einer Verfassung akzeptierten. Er unterzeichnete einen als Plakat verbreiteten Aufruf „An das Land“, mit dem dieser Schritt begründet wurde. In den Jahren 1849 bis 1850 war er Mitglied der zweiten Kammer des preußischen Landtages, wo er der linken Fraktion angehörte.
Von 1848 bis 1866 war er Unterstaatssekretär im preußischen Justizministerium und trat anschließend in Ruhestand. Von 1867 bis 1876 war er Mitglied des preußischen Abgeordnetenhauses für die nationalliberale Partei.
Friedrich Theodor Müller starb 1893 im Alter von 82 Jahren in Berlin und wurde auf dem Alten St.-Matthäus-Kirchhof in Schöneberg beigesetzt. Das Grab ist nicht erhalten geblieben.